# 俄罗斯联邦功勋文化工作者
俄罗斯联邦功勋文化工作者（俄语：Заслуженный работник культуры Российской Федерации），简称“俄罗斯功勋文化工作者”，是俄罗斯联邦授予文化工作者的一个荣誉称号。

## 历史
“俄罗斯联邦功勋文化工作者”称号由1995年12月30日俄罗斯联邦总统令第1341号令设立。该命令于1996年4月1日生效。此后经过数次修订，目前受2010年9月7日总统令的规范。
本称号最早可以追溯到1964年设立的“俄罗斯苏维埃联邦社会主义共和国功勋文化工作者”称号。1991年苏联解体后，俄罗斯苏维埃联邦社会主义共和国不复存在。在1992年2月至1995年的过渡期，俄罗斯联邦政府仍授予该称号，发放的胸章仍维持原来的样式，只是上面刻的字样变更为“俄罗斯联邦功勋文化工作者”。1995年新荣誉称号体系建立后，胸章的样式发生了变化。

## 授予对象

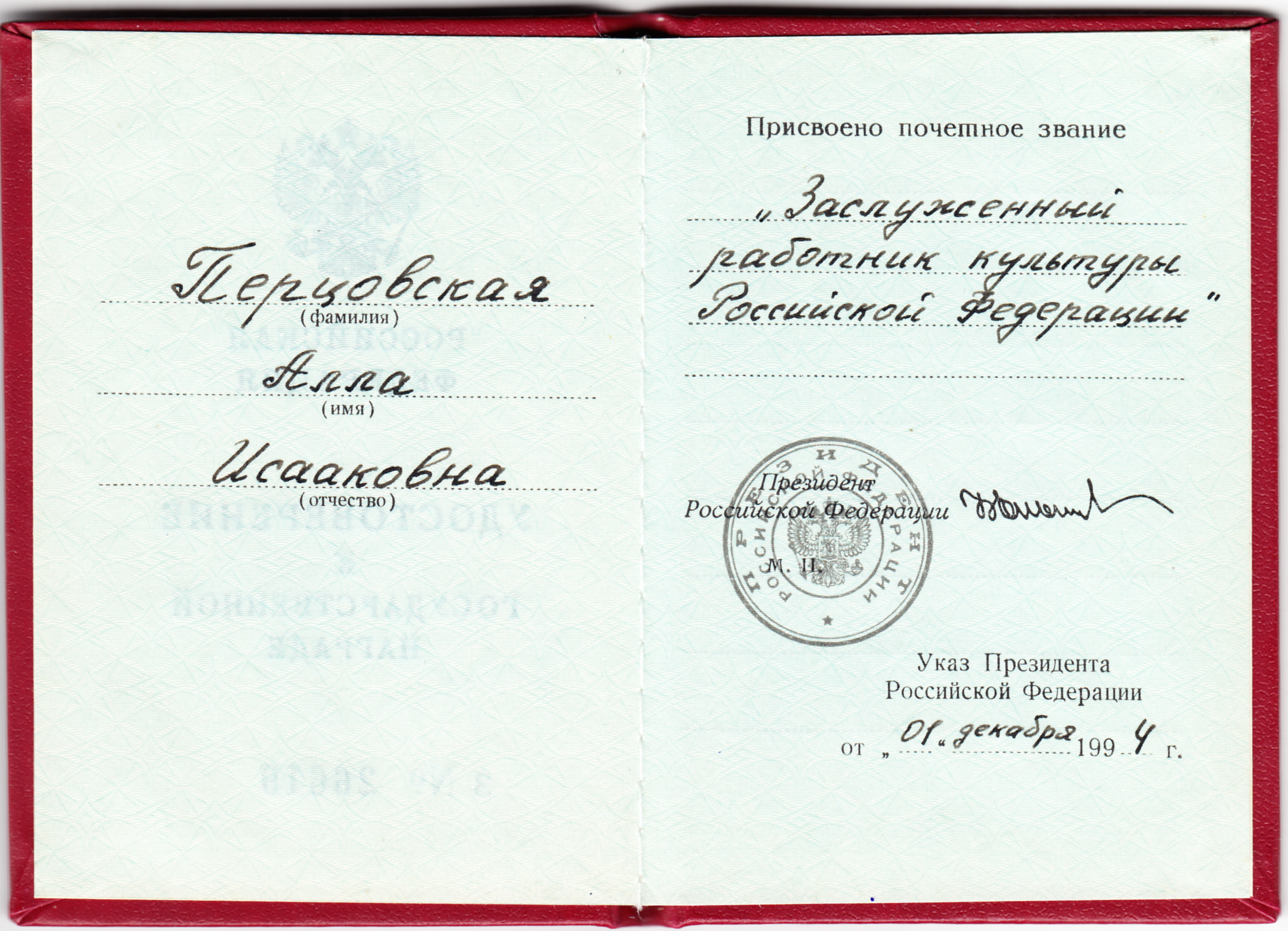
荣誉证书例（阿拉·佩尔佐夫斯卡娅）

授予俄罗斯国家文化、艺术、教育、图书、出版印刷和广播电视等组织机构的优秀工作者。被提名者应至少在相应的文化领域工作15年以上。

## 胸章样式
胸章为椭圆形设计。长轴为40毫米，宽轴为30毫米。正上方刻有俄罗斯联邦国徽，中央刻有“功勋文化工作者”字样。
胸章应佩戴在胸部的右侧。

## 相关称号
- 俄罗斯联邦功勋艺术工作者